# Ziguinchor
Ziguinchor (pronunciado en diola Sígansor) es una ciudad la capital de la región natural de Casamanza y de la región administrativa de Ziguinchor en Senegal. Su población es de unos 205 294 habitantes (censo del 2013).

## Geografía
Ziguinchor está situado en el sudoeste de Senegal, al borde del río Casamanza y a unos 70 km del océano Atlántico.

## Historia
La ciudad fue fundada en 1645 por los portugueses, el nombre de la ciudad derivaría precisamente de la frase portuguesa «Cheguei e choram» ("Llegué y lloran") ya que, al establecerse la colonia portuguesa, los nativos se conturbaron al saber que esta sería un centro del tráfico de esclavos. Fue vendida por Portugal a Francia en 1888, estado que se convirtió entonces en su administrador comercial, explotando especialmente el cultivo de cacahuete (maní) y lo anexó a la colonia francesa de Senegal.

## Economía
Está conectada con Dakar por carretera, por barco y por avión, ha devenido en un centro comercial e industrial con muchos mercados, y posee una gran fábrica de procesamiento de aceite de maní.